# Temporada 1992 del Campeonato de Galicia de Rally
La temporada 1992 fue la edición 14º del Campeonato de Galicia de Rally. Comenzó el 28 de marzo en el Rally do Albariño y terminó el 14 de noviembre en el Rally 1000 Vistas.

## Calendario
| N.º | Fecha               | Rally                   | Series     | Resultados |
| --- | ------------------- | ----------------------- | ---------- | ---------- |
| 1   | 28 de marzo         | 1.º Rally do Albariño   |            | Resultados |
| 2   | 26 de abril         | 9.º Rally de Noia       |            | Resultados |
| 3   | 13-14 de mayo       | 26.º Rally do Lacón     |            | Resultados |
| -   | 23-24 de mayo       | 7.º Rally Botafumeiro   | Suspendido | Suspendido |
| 4   | 5 de xuño           | 23.º Rally de Ferrol    |            | Resultados |
| 5   | 25-26 de julio      | 14.º Rally San Froilán  | España     | Resultados |
| 6   | 8-9 de agosto       | 28.º Rally Rías Baixas  | Copa       | Resultados |
| 7   | 4-5 de septiembre   | 10.º Rally de La Coruña | Copa       | Resultados |
| -   | 26-27 de septiembre | 5.º Rally de Vigo       | Suspendido | Suspendido |
| 8   | 16-18 de octubre    | 25.º Rally de Ourense   | España     | Resultados |
| 9   | 13-14 de noviembre  | 3.º Rally Mil Vistas    |            | Resultados |

## Clasificación
| Pos. | Piloto               | 1 ALB | 2 NOI | 3 LAC | 4 FER | 5 SFR | 6 RBX | 7 COR | 8 OUR | 9 RMV | Ptos. |
| ---- | -------------------- | ----- | ----- | ----- | ----- | ----- | ----- | ----- | ----- | ----- | ----- |
| 1.   | Germán Castrillón    | 2     | 1     | 2     | 1     |       | 1     | 1     | Ret   |       |       |
| 2.   | Manuel Senra         | 1     | Ret   | 1     | 2     |       |       | Ret   |       | 1     |       |
|      | Sergio Vallejo       |       | 2     |       |       |       |       |       | 4     |       |       |
|      | Javier Piñeiro       | 4     | 4     |       |       |       | 2     | 4     | Ret   |       |       |
|      | Javier Paz           |       |       | Ret   | 3     |       | 3     | 10    |       | 2     |       |
|      | José María Banga     |       |       | 3     |       |       | 5     |       | 5     |       |       |
|      | José María Magdaleno | 3     | 5     | Ret   |       |       |       |       |       |       |       |
|      | Arturo Rial          |       | 3     |       |       |       |       | Ret   |       |       |       |
|      | Juan Carlos Táboas   |       | Ret   | 5     |       |       | 5     |       |       | 3     |       |
|      | Javier Azcona        |       |       | 6     |       |       |       | 8     |       |       |       |
|      | Jesús Campos         |       |       |       | 6     |       | 6     |       |       | Ret   |       |
|      | Roberto Blach        |       |       |       |       |       |       | 3     |       |       |       |
|      | Ricardo Vidal        |       | Ret   |       |       |       |       | Ret   |       |       |       |
|      | Miguel Dopico        |       |       |       |       |       |       | Ret   |       |       |       |